# Sobreposta
Sobreposta is een plaats (freguesia) in de Portugese gemeente Braga en telt 1 199 inwoners (2001).